# Argophyllum
Argophyllum es un género perteneciente a la familia Argophyllaceae que comprende unas once especies de arbustos y pequeños árboles. Tiene hojas simples, alternas, a menudo plateadas. Se eencuentran en Australia y Nueva Caledonia.

## Taxonomía
El género fue descrito por J.R.Forst. & G.Forst. y publicado en  Charact. Gen. 15. 1775. La especie tipo es: Argophyllum nitidum.

## Especies
- Argophyllum brevipetalum
- Argophyllum cryptophlebum
- Argophyllum ellipticum
- Argophyllum grunowii
- Argophyllum latifolium
- Argophyllum laxum
- Argophyllum lejourdanii
- Argophyllum montanum
- Argophyllum nitidum
- Argophyllum nullumense
- Argophyllum schlechterianum
- Argophyllum verae
- Argophyllum vernicosum